# Кэри, Куинтон
Куинтон Кэри (англ. Quinton Carey; род. 26 ноября 1996, Эдмонд, Оклахома) — американский и багамский футболист, полузащитник национальной сборной Багамских Островов.

## Карьера
Свою футбольную карьеру начал в академии клуба «Оклахома Энерджи». Затем продолжал играть в футбол на уровне колледжей, выступая за такие команды как «Реджис Рейнджерс», «Роуз Стейт Райдерс» и за Университет Карсон-Ньюман. В августе 2020 года перешёл в клуб «Лос-Анджелес Форс», который выступал в третьем дивизионе американской футбольной лиги. Сыграл за клуб всего лишь 4 матча в сезоне и в декабре 2020 года покинул клуб по истечении контракта. 
В феврале 2022 года присоединился к клубу «Флауэр Сити Юнион». Дебютировал за клуб 26 марта 2022 года в матче против клуба «Сирэкьюс Палс». В клубе с переменным успехом выступал в роли игрока скамейки запасных, выходя в основном на замену незадолго до конца основного времени матча. В декабре 2022 года футболист покинул клуб.
В апреле 2023 года футболист стал игроком клуба «Голд Стар Детройт». Дебютировал за клуб 5 апреля 2023 года в матче против клуба «Детройт Сити», выйдя на замену на 70 минуте. Дебютный гол за клуб забил 27 сентября 2023 года в матче против клуба «Флауэр Сити Юнион». В декабре 2023 года футболист покинул клуб по истечении срока действия контракта.

## Международная карьера
В октябре 2019 года получил вызов в национальную сборную Багамских Островов. Дебютировал за сборную 10 октября 2019 года в матче Лиги наций КОНКАКАФ против сборной Британских Виргинских островов, где футболист также отличился дебютным забитым голом. По итогу турнира футболист вместе со сборной занял 1 место в группе Лиге C. Сам же игрок за время турнира отличился 2 голами и 1 результативной передачей в 3 матчах. Вместе со сборной отправился на квалификационные матчи на Золотой кубок КОНКАКАФ 2021, однако в первом же раунде 3 июля 2021 года проиграли сборной Гваделупы.